# Pater familias
Pater familias (lat. otec rodiny) byl v antickém Římě hlavou patriarchální rodiny. Jeho postavení bylo velmi silné: formálně vlastnil veškerý rodinný majetek (ostatní členové rodiny nesměli vlastnit vůbec nic, všechno, co nabývali, nabývali pro otce), měl prakticky neomezenou moc otcovskou (patria potestas) nad dětmi a obdobnou moc (manus) nad manželkou, nad rodinnými příslušníky měl dokonce i právo nad životem a smrtí (potestatem vitae necisque), své děti mohl v krajním případě i prodat (ius vendendi).
Uvnitř rodiny byl pater familias jedinou svéprávnou osobou (sui iuris), ostatní členové rodiny (manželka, děti, manželky neemancipovaných synů, vnoučata, pravnoučata) mu byli přísně podřízeni a zcela závislí na jeho právu (byli alieni iuris, práva cizího – svého otce), jejich postavení z hlediska práva soukromého bylo tak nicotné, že byli dokonce přirovnáváni k otrokům (servorum loco). Na druhou stranu však byl pater familias odpovědný za škodu, kterou způsobily osoby jemu podřízené, a z deliktů těchto lidí musel platit pokutu on. V případě, že osoba jemu podřízená spáchala delikt, mohl tuto osobu vydat na přechodnou dobu poškozenému, v jeho rodině pak setrvával (v jakémsi přechodném otroctví – mancipiu) do té doby, dokud škodu neodpracoval. Po tuto dobu však nad danou osobou ztrácel patria potestas.
Další pravomoce otce rodiny pak byly: právo jmenovat dětem poručníka v poslední vůli, právo dát dětem souhlas k zásnubám a uzavření manželství, právo ustanovit dětem dědice na případ, že by po smrti otce zemřely v nedospělosti. Trojím obrazným prodejem syna (mancipací) či jediným dcery a ostatních descendentů docházelo k tzv. emancipaci: zániku moci otcovské. Emancipací docházelo ke kapitisdeminuci, zrušení agnátských vztahů a zejména k osamostatnění dotyčného: přestává být alieni iuris a stává se sui iuris.

## Pravomoci
Pater familias měl čtyři silné pravomoci:
- patria potestas – moc otcovská
- manus maritalis – moc manželská
- dominica potestas – moc nad otroky
- mancipium – moc nad všemi ostatními osobami, které jsou dočasně v moci otce rodiny

### Moc otcovská
Otcovská moc byla vykonávána nad všemi potomky – descendenty, jež se do této pozice narodili, tedy byli řádně přijati otcem rodiny, nebo byli adoptováni. Přijetí novorozeněte otcem rodiny probíhalo jako obřad, kdy bylo novorozeně položeno na zem před otce rodiny a jím ze země zvednuto. Tím se stalo členem rodiny.
Adopcí (adoptio) se rozumí adopce jako taková, ale i adrogace (adrogatio). Adopce v užším slova smyslu je přechodem osoby alieni iuris z moci jednoho otce rodiny do moci nového. V praxi se prováděla propuštěním adoptovaného, který následně vstoupil do mancipia u otce nového a ten pomocí věcné žaloby usiloval o otcovskou moc nad adoptovaným. Soudce následně rozhodl, že adoptovaný je legitimním potomkem adoptujícího. Justiniánské právo zřídilo následně povinnost souhlasu adoptovaného, který zároveň musel být alespoň o 18 let mladší, nežli adoptující. Adrogace je podřízením jednoho otce rodiny jinému. Adrogovaný se stává osobou alieni iuris a získal postavení syna adrogátora.
Zánik moci otcovské nastával v případě, zemřel-li potomek, na kterého moc působila, nebo byl-li potomek adoptován jiným otcem rodiny. Dále pak zanikala, pokud byl otec rodiny adrogován jiným otcem rodiny, nebo zemřel. Z moci otcovské bylo možno se též emancipovat. Rozvázána byla i při vstupu osoby alieni iuris do kněžského kolegia flaminů u  mužů či kněžského kolegia vestálek u žen.
Obsah moci otcovské:
- ius exponendi – právo odložit novorozence na veřejné místo
- ius vendendi – právo prodat potomka do jiné rodiny
- ius vitae ac necis – právo nad životem a smrtí jemu podřízených osob
- is vindicandi – právo žalovat, vyloučit tak kohokoli ze zasahování do svých pravomocí